# Cratere Laylá
Laylá  è un cratere sulla superficie di Marte.